# Caribien
Caribien (tidligere også Caraibien), Vestindien eller De Vestindiske Øer er en gruppe af øer i det Caribiske Hav. 
Øerne består af 25 territorier, deriblandt uafhængige stater, oversøiske besiddelser og områder.
Navnet Vestindien stammer fra Christoffer Columbus teori om at de amerikanske kontinenter, han rent faktisk ankom til i 1492, var Indien. 
Caribien består af de Store Antiller, de Små Antiller og Bahamas, og er en del af Nordamerika.